# Europeiska inomhusmästerskapen i friidrott 1982
Europeiska inomhusmästerskapen i friidrott 1982 genomfördes 1982 i Milano, Italien. 

## Medaljörer, resultat

### Herrar

#### 60 m
- 1 Marian Woronin, Polen – 6,61
- 2 Valentin Atanasov, Bulgarien – 6,62
- 3 Bernard Petitbois, Frankrike – 6,66

#### 200 m
- 1 Erwin Skamrahl, Västtyskland – 21,20
- 2 István Nagy, Ungern – 21,41
- 3 Michele Di Pace, Italien – 21,52

#### 400 m
- 1 Pavel Konovalov, Sovjetunionen – 47,04
- 2 Sándor Újhelyi, Ungern – 47,14
- 3 Benjamin González, Spanien – 47,41

#### 800 m
- 1 Antonio Páez, Spanien – 1.48,02
- 2 Klaus-Peter Nabein, Västtyskland – 1.48,31
- 3 Colomán Trabado, Spanien – 1.48,35

#### 1 500 m
- 1 José Luis González, Spanien – 3.38,70
- 2 José Manuel Abascal, Spanien – 3.38,91
- 3 Antti Loikkanen, Finland – 3.39,62

#### 3 000 m
- 1 Patriz Ilg, Västtyskland – 7.53,50
- 2 Alberto Cova, Italien – 7.54,12
- 3 Valerij Abramov, Sovjetunionen – 7.54,46

#### 60 m häck
- 1 Aleksandr Putjkov, Sovjetunionen – 7,73
- 2 Plamen Krastev, Bulgarien – 7,74
- 3 Karl-Werner Dönges, Västtyskland – 7,80

#### Stafett 4 x 400 m
- Ingen tävling

#### Höjdhopp
- 1 Dietmar Mögenburg, Västtyskland – 2,34
- 2 Janusz Trzrepizur, Polen – 2,32
- 3 Roland Dalhäuser, Schweiz – 2,32

#### Längdhopp
- 1 Henry Lauterbach, Östtyskland – 7,86
- 2 Rolf Bernhard, Schweiz – 7,83
- 3 Giovanni Evangelisti, Italien – 7,83

#### Stavhopp
- 1 Viktor Spasov, Sovjetunionen – 5,70
- 2 Konstantin Volkov, Sovjetunionen – 5,65
- 3 Wladyslaw Kozakiewicz, Polen – 5,60

#### Trestegshopp
- 1 Béla Bakosi, Ungern – 17,13
- 2 Gennadij Valjukevitj, Sovjetunionen – 16,87
- 3 Nikolaj Musijenko, Sovjetunionen – 16,82

#### Kulstötning
- 1 Vladimir Milić, Jugoslavien – 19,88
- 2 Remigius Machura, Tjeckoslovakien – 19,41
- 3 Jovan Lazarević, Jugoslavien – 19,40

### Damer

#### 60 m
- 1 Marlies Göhr, Östtyskland – 7,11
- 2 Sofka Popova, Bulgarien – 7,19
- 3 Wendy Hoyte, Storbritannien – 7,27

#### 200 m
- 1 Gesine Walther, Östtyskland – 22,80
- 2 Jelena Keltjevskaja, Sovjetunionen – 23,35
- 3 Heidi-Elke Gaugel, Västtyskland – 23,39

#### 400 m
- 1 Jarmila Kratochvílová, Tjeckoslovakien – 49,59
- 2 Dagmar Rübsam, Östtyskland – 51,18
- 3 Gaby Bussmann, Västtyskland – 51,57

#### 800 m
- 1 Doina Melinte, Rumänien – 2.00,39
- 2 Martina Steuk, Östtyskland – 2.01,07
- 3 Jolanta Januchta, Polen – 2.01,24

#### 1 500 m
- 1 Gabriella Dorio, Italien – 4.04,01
- 2 Brigitte Kraus, Västtyskland – 4.04,22
- 3 Beate Liebich, Östtyskland – 4.06,70

#### 3 000 m
- 1 Agnese Possamai, Italien – 8.53,77
- 2 Maricica Puica, Rumänien – 8.54,26
- 3 Paula Fudge, Östtyskland – 8.56,96

#### 60 m häck
- 1 Kerstin Knabe, Östtyskland – 7,98
- 2 Bettine Gärtz, Östtyskland – 8,00
- 3 Jordanka Donkova, Bulgarien – 8,09

#### Stafett 4 x 400 m
- Ingen tävling

#### Höjdhopp
- 1 Ulrike Meyfarth, Västtyskland – 1,99
- 2 Andrea Bienias, Östtyskland – 1,99
- 3 Katalin Sterk, Ungern – 1,99

#### Längdhopp
- 1 Sabine Everts, Västtyskland – 6,70
- 2 Karin Hänel, Västtyskland – 6,54
- 3 Valy Ionescu, Rumänien – 6,52

#### Kulstötning
- 1 Verzjina Veselinova, Bulgarien – 20,19
- 2 Helena Fibingerová, Tjeckoslovakien – 19,24
- 3 Natalja Lizovskaja, Sovjetunionen – 18,50

## Medaljfördelning
| Medaljfördelning |                 |      |        |       |        |
| Plats            | Land            | Guld | Silver | Brons | Totalt |
| 1                | Västtyskland    | 5    | 3      | 3     | 11     |
| 2                | Östtyskland     | 4    | 4      | 2     | 10     |
| 3                | Sovjetunionen   | 3    | 3      | 3     | 9      |
| 4                | Italien         | 2    | 1      | 2     | 5      |
|                  | Spanien         | 2    | 1      | 2     | 5      |
| 6                | Bulgarien       | 1    | 3      | 1     | 5      |
| 7                | Ungern          | 1    | 2      | 1     | 4      |
| 8                | Tjeckoslovakien | 1    | 2      | 0     | 3      |
| 9                | Polen           | 1    | 1      | 2     | 4      |
| 10               | Rumänien        | 1    | 1      | 1     | 3      |
| 11               | Jugoslavien     | 1    | 0      | 1     | 2      |
| 12               | Schweiz         | 0    | 1      | 1     | 2      |
| 13               | Finland         | 0    | 0      | 1     | 1      |
|                  | Storbritannien  | 0    | 0      | 1     | 1      |
|                  | Frankrike       | 0    | 0      | 1     | 1      |